# Договір страхування
До́гові́р страхува́ння, по́ліс — письмова угода між страхувальником і страховиком, згідно з якою страховик бере на себе зобов'язання в разі настання страхового випадку виплатити страхову суму або відшкодувати завданий збиток у межах страхової суми страхувальнику чи іншій особі, визначеній страхувальником, або на користь якої укладено договір страхування (подати допомогу, виконати послугу тощо), а страхувальник зобов'язується сплачувати страхові платежі у визначені терміни та виконувати інші умови договору.
Основні вимоги до змісту та порядку укладання договорів страхування, права та обов'язки сторін визначені в Законі України «Про страхування».
Договір страхування повинен містити:
- назву документа;
- назву та адресу страховика;
- прізвище, ім'я, по батькові або назву страхувальника і його адресу;
- зазначення об'єкта страхування;
- розмір страхової суми;
- перелік страхових випадків;
- визначення розміру тарифу, розмір страхових внесків і терміни їх сплати;
- строк дії договору;
- порядок зміни і припинення дії договору;
- права та обов'язки сторін і відповідальність за невиконання або неналежне виконання умов договору;
- інші умови за згодою сторін;
- підписи сторін.

Договір страхування може бути укладено на будь-який строк, за домовленістю сторін.
Умови стандартних договорів страхування належать до категорії нормативно установлених. Страховик і страхувальник не можуть вносити будь-які зміни або інші умови до стандартних договорів страхування на власний розсуд.
Підставою для укладення договору є заява страхувальника. Вона містить явно виражений та адресований страховику намір страхувальника укласти договір страхування на відповідних умовах. У ній обов'язково повинні бути викладені всі суттєві особливості ризику, який передбачається страхувати. Страховик, розглянувши заяву, може прийняти її або відхилити. Підтвердженням укладення відповідного договору страхування є страховий поліс (свідоцтво, сертифікат), який містить усі істотні умови договору страхування і видається страхувальнику.
Договори страхування можуть укладатися з фізичними та юридичними особами та передбачати виконання зобов'язання на користь третьої особи.
Виплата страхових сум і страхового відшкодування проводиться страховиком згідно з договором страхування на підставі заяви страхувальника (його правонаступника або третіх осіб, визначених умовами страхування) та страхового акта (аварійного сертифіката), який складається страховиком або уповноваженою ним особою.
Страховик може відмовити у виплаті страхової суми або страхового відшкодування у випадках:
- навмисних дій страхувальника або особи, на користь якої укладено договір страхування, спрямованих на настання страхового випадку;
- скоєння страхувальником або іншою особою, на користь якої укладено договір страхування, умисного злочину, що призвів до страхового випадку;
- подання страхувальником свідомо неправдивих відомостей про об'єкт страхування;
- отримання страхувальником повного відшкодування збитків за майновим страхуванням від особи, винної в їх заподіянні;
- несвоєчасного повідомлення страхувальником про настання страхового випадку без поважних причин або створення страховикові перешкод у визначенні обставин, характеру та розміру збитків тощо.

Рішення про відмову у виплаті страхових сум приймається страховиком у строк не більший, ніж передбачено правилами страхування, та повідомляється страхувальнику в письмовій формі з обґрунтуванням причин відмови.
Відмову страховика у виплаті страхових сум може бути оскаржено страхувальником у судовому порядку.
Дія договору страхування припиняється за згодою страхувальника та страховика, а також у разі:
- закінчення строку його дії;
- виконання страховиком зобов'язань перед страхувальником у повному обсязі;
- несплати страхувальником страхових платежів у встановлені договором строки;
- ліквідації страхувальника — юридичної особи;
- смерті страхувальника-громадянина чи втрати ним дієздатності;
- ліквідації страховика в порядку, передбаченому законодавством України;
- прийняття судового рішення про визнання договору страхування недійсним.

Дію договору страхування може бути достроково припинено за вимогою страхувальника або страховика, якщо це передбачено умовами договору страхування.